# Тютицы (Ленинградская область)
Тю́тицы — деревня в Котельском сельском поселении Кингисеппского района Ленинградской области.

## История
Впервые упоминается в Писцовой книге Водской пятины 1500 года как село Тютицы в Егорьевском Ратчинском погосте Копорского уезда.
Затем как деревня Tytitza by в Ратчинском погосте в шведских «Писцовых книгах Ижорской земли» 1618—1623 годов.
На карте Ингерманландии А. И. Бергенгейма, составленной по шведским материалам 1676 года, она обозначена как деревня Tutitsaby.
На шведской «Генеральной карте провинции Ингерманландии» 1704 года — как Tötitsabÿ.
Как деревня Торгоши она обозначена на карте Ингерманландии А. Ростовцева 1727 года.
Как деревня Татвицы упоминается на карте Санкт-Петербургской губернии Я. Ф. Шмидта 1770 года.
На карте Санкт-Петербургской губернии Ф. Ф. Шуберта 1834 года обозначена деревня Тютицы, состоящая из 24 крестьянских дворов.

ТЮТИЦЫ — мыза принадлежит графам Шуваловым, число жителей по ревизии: 10 м. п., 7 ж. п.

ТЮТИЦЫ — деревня принадлежит графам Шуваловым, число жителей по ревизии: 67 м. п., 76 ж. п. (1838 год)

На карте профессора С. С. Куторги 1852 года отмечена деревня Тютицы из 24 дворов.

ТЮТИЦЫ — деревня титулярного советника Шулепникова, 10 вёрст по почтовой, а остальное по просёлкам, число дворов — 22, число душ — 62 м. п. (1856 год)

ТЮТИЦЫ — деревня, число жителей по X-ой ревизии 1857 года: 80 м. п., 70 ж. п., всего 150 чел.

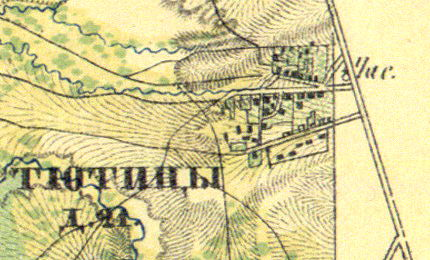
Деревня Тютицы на карте 1860 года

Согласно «Топографической карте частей Санкт-Петербургской и Выборгской губерний» в 1860 году деревня Тютицы насчитывала 21 крестьянский двор, в деревне была часовня.

ТЮТИЦЫ — мыза владельческая при реке Индыш, число дворов — 1, число жителей: 10 м. п., 7 ж. п.; Становая квартира

ТЮТИЦЫ — деревня владельческая при пруде, число дворов — 22, число жителей: 72 м. п., 63 ж. п. (1862 год)

В 1868 году временнообязанные крестьяне деревни выкупили свои земельные наделы у Н. А. Блок и стали собственниками земли.

ТЮТИЦЫ — деревня, по земской переписи 1882 года: семей — 22, в них 79 м. п., 86 ж. п., всего 165 чел.

Согласно материалам по статистике народного хозяйства Ямбургского уезда 1887 года, мыза Тютицы площадью 556 десятин принадлежала вдове поручика Н. А. Блока, она была приобретена до 1868 года. В мызе работали водяная мельница, фабрика по выработке древесной массы и лесопильный завод. Дача с мебелью, фруктовый сад и вторая водяная мельница сдавались в аренду.

ТЮТИЦЫ — деревня, число хозяйств по земской переписи 1899 года — 29, число жителей: 85 м. п., 88 ж. п., всего 173 чел.;
 разряд крестьян: бывшие владельческие; народность: русская

В конце XIX — начале XX века деревня административно относилась к Ратчинской волости 2-го стана Ямбургского уезда Санкт-Петербургской губернии.
По данным «Памятной книжки Санкт-Петербургской губернии» за 1905 год мыза Тютицы площадью 509 десятин с отрезом земли и пустошью, принадлежала вдове поручика Надежде Александровне Блок.
С 1917 по 1923 год деревня Тютицы входила в состав Тютицкого сельсовета Ратчинской волости Кингисеппского уезда.
С 1923 года в составе Котельской волости.
С 1925 года в составе Кайболовского сельсовета.
Согласно данным переписи населения СССР 1926 года в деревне Тютицы проживали 192 человека, большинство русские, а также эстонцы.
С 1927 года в составе Котельского района.
В 1928 году население деревни Тютицы также составляло 192 человека.
Согласно топографической карте 1930 года деревня насчитывала 41 двор. В деревне находилась водяная мельница.
С 1931 года в составе Кингисеппского района.
По данным 1933 года деревня Тютицы и входила в состав Кайболовского сельсовета Кингисеппского района.

План деревни Тютицы. 1938 год

Согласно топографической карте 1938 года деревня насчитывала 42 двора. В южной части деревни находилась силосная башня.
Деревня была освобождена от немецко-фашистских оккупантов 30 января 1944 года.
С 1954 года в составе Удосоловского сельсовета.
В 1958 году население деревни Тютицы составляло 115 человек.
С 1959 года в составе Кайболовского сельсовета.
По данным 1966 и 1973 годов деревня Тютицы находилась в составе Удосоловского сельсовета.
По данным 1990 года деревня Тютицы входила в состав Котельского сельсовета.
В 1997 году в деревне Тютицы проживали 14 человек, в 2002 году — 16 человек (русские — 94 %), в 2007 году — 11.

## География
Деревня расположена в северо-восточной части района к югу от автодороги 41К-008 (Петродворец — Криково) и к северу от автодороги 41К-112 (Домашово — Большое Руддилово).
Расстояние до административного центра поселения — 13 км.
Расстояние до ближайшей железнодорожной платформы Николаево — 6,5 км.
К югу от деревни протекает река Индыш.

## Экология
Постановлением правительства Российской Федерации от 08.10.2015 № 1074 деревня Тютицы включена в перечень населённых пунктов, находящихся в границах зон радиоактивного загрязнения вследствие катастрофы на Чернобыльской АЭС и отнесена к зоне проживания с льготным социально-экономическим статусом.

## Демография
| 1862 | 2007 | 2010 | 2017 |
| ---- | ---- | ---- | ---- |
| 152  | ↘11  | ↘9   | ↘5   |

### Национальный состав
Согласно данным Всероссийской переписи населения 2021 года в деревне проживали 17 человек, из них:
 русские — 12, белорусы — 2, украинцы — 2, чеченцы — 1 человек.